# Ho trovato una stella
Ho trovato una stella (Second Fiddle) è un film del 1939 diretto da Sidney Lanfield.